# Rue des Deux-Épées
La rue des Deux-Épées est une rue de Lille, dans le Nord, en France.

## Situation et accès
Située dans le quartier de Lille-Centre, la rue des Deux-Épées relie la rue Nationale à la rue Saint-Étienne. Ce site est desservi par la station de métro Rihour.
Le site figure parmi les îlots regroupés pour l'information statistique (IRIS No 0112 - LILLE CENTRE 12) de Lille, tels que l'Insee les a établis en 1999.

## Historique
La rue est ouverte en 1593 pour relier la rue Saint-Étienne à l'ancienne rue de Tenremonde également ouvertes à la même époque ce qui correspond à l'urbanisation de cette partie de l'Îlot Rihour. D'après Victor Derode, il s'ybserait trouvé un puits dont l'eau était réputée guérir les maladies des yeux
Cette voie courte à l'origine est encore réduite par la création en 1863 de la rue Nationale tracée sur cette ancienne rue de Tenremonde.

## Bâtiments remarquables et lieux de mémoire

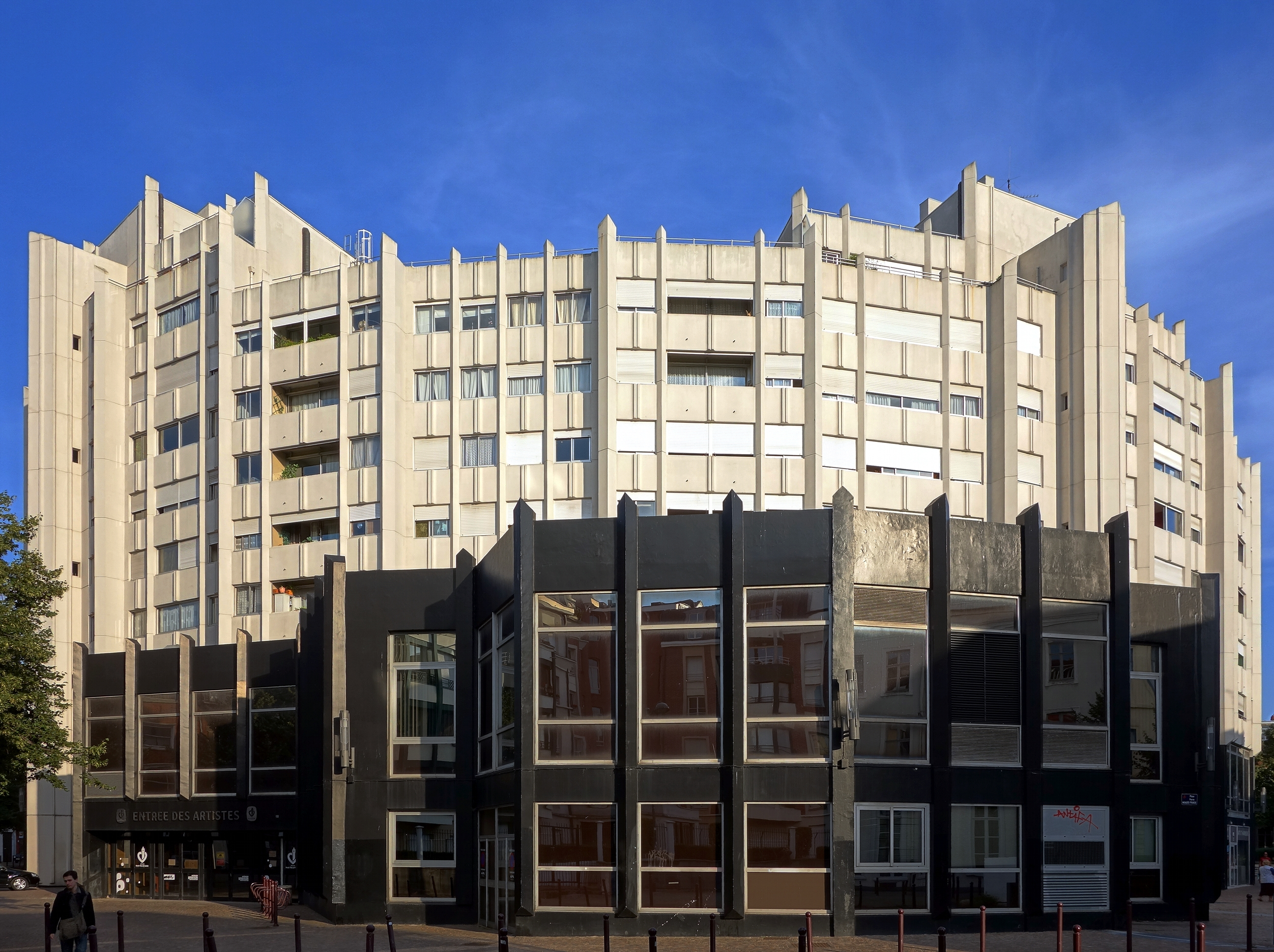
Complexe du Nouveau Siècle

- La rue des Deux-Épées débouche sur le complexe du Nouveau Siècle de Lille qui a remplacé le projet du « Diplodocus ». C'est une propriété du Conseil régional des Hauts-de-France.